# Retrato de Juan Belmonte novillero
"Retrato de Juan Belmonte novillero" es un cuadro de Julio Romero de Torres al óleo y temple sobre lienzo, de 38 x 29 centímetros.  Firmado J. Romero de Torres y fechado en Córdoba el 31 de agosto de 1909, está dedicado "Al gran novillero Juanito Belmonte en prueba de nuestra amistad y también por tu brindis."  Se trata de una obra icónica para la tauromaquia que se enmarca dentro de un contexto que la hace parte de la historia del arte de Andalucía: el momento en el que Juan Belmonte y Julio Romero de Torres se conocen. En la actualidad, es propiedad de una colección privada española.

## Contexto de la obra
La obra corresponde a una época plástica de Julio Romero de Torres de fuerte carácter luminista e impresionista, el cual definió una parte de la primera época de su producción. Se trata precisamente de la época en la que obtuvo el artista la tercera Medalla de la Exposición Nacional de 1904 con el cuadro "Rosarillo", de pincelada completamente impresionista, con un contraluz y un fuerte efecto lumínico de jardín al aire libre en día soleado.
El cuadro "Juan Belmonte novillero" fue realizado cuando el torero sevillano contaba con 17 años de edad. La relación entre pintor y torero se inició precisamente cuando el torero le brindó un toro siendo aún novillero, posiblemente en un cerrado y no en una plaza. Y posteriormente Julio Romero de Torres como agradecimiento le regaló este retrato. Así, esta obra da fe del inicio de la amistad entre Juan Belmonte y Julio Romero de Torres. Curiosamente, este retrato es realizado tres meses después de que Belmonte debutara en la plaza de toros de Elvas como novillero (20 de mayo de 1909). No mató un novillo hasta casi un año más tarde en El Arahal (24 de julio de 1910). No debutó en la Maestranza de Sevilla hasta un año más tarde (21 de agosto de 1910). Y no debutó en Madrid como novillero hasta 3 años y medio más tarde (26 de marzo de 1913). Así pues, este retrato es toda una premonición de la revolución histórica que supondría Juan Belmonte para el toreo.
No consta que Belmonte volviese a torear en una plaza como novillero en 1909 después de su debut en Elvas, de ahí que la hipótesis principal sea que le brindase el toro responsable de este retrato en un cerrado, y no en una plaza. Posteriormente existen numerosos documentos y acontecimientos que avalan la cercana amistad que ambos tuvieron mientras coincidieron en vida. En 1914 organizaron un banquete entre Valle Inclán  y el propio pintor para homenajear a Juan Belmonte en Madrid, concretamente en el restaurante Ideal del Retiro. En 1915 Belmonte compra el cuadro "Carmen", que fue presentado en la Exposición Nacional. Al año siguiente, Julio Romero de Torres comienza el retrato de Belmonte titulado "Belmonte Matador de toros", representándolo como gladiador romano, desnudo, envuelto en un capote de paseo y con el pelo rapado al estar prestando el servicio militar.
Por último, en 1929 vuelve a acordarse de su gran amigo en una de las obras de su última etapa "Ofrenda al arte del toreo" (Museo Julio Romero de Torres), donde incluyó el nombre del torero en la losa de mármol junto con los de otros dos toreros históricos; los cordobeses Lagartijo y Guerrita.

## Exhibiciones documentadas de la obra
La obra fue exhibida en la exposición "Homenaje a Julio Romero de Torres", organizada por el Banco de Bilbao en la Sala de Exposiciones del Palacio de la Diputación de Córdoba en 1980, año en el que se conmemoraba el 50 aniversario del fallecimiento del pintor. Aparece ilustrada en el libro conmemorativo de la exposición.
Fue exhibida en la exposición "Retratos de Madrid, Villa y Corte", en el Centro Cultural de la Villa de Madrid, del 12 de marzo al 26 de abril de 1992. Aparece descrita e ilustrada en el libro conmemorativo de la gran exposición.
Fue exhibida en la exposición "Un mundo de seducción", en la Sala Fundación Caja Vital Kutxa Fundazioa de Vitoria, del 23 de enero al 1 de marzo de 1998. Aparece ilustrada en el libro conmemorativo de la gran exposición. 
Fue exhibida en la exposición "Julio Romero de Torres", en el Museo de Bellas Artes de Bilbao, del 7 de octubre de 2002 al 26 de enero de 2003. Patrocinada por la Fundación BBK.
Fue exhibida en la exposición "Julio Romero de Torres. Miradas en sepia", en el Círculo de la Amistad de Córdoba, del 16 de marzo de 2006 al 16 de abril de 2006. Aparece descrita e ilustrada en el libro conmemorativo de la gran exposición. 
El lienzo fue subastado en Fernando Durán en julio de 2008, siendo portada del catálogo y teniendo como número de lote el 222. En la presentación y descripción de la obra, Mercedes Valverde subraya que el retrato del joven Belmonte "posee la intensidad y fuerza en la mirada de los autorretratos del joven Picasso; la magistral captación psicológica del mejor Sorolla; la elegancia y nobleza de Raimundo de Madrazo, etcétera. En resumen, estamos ante una obra culmen de la retratística española".